# CSPG4
CSPG4（Chondroitin sulfate proteoglycan 4，“硫酸軟骨素蛋白聚醣4”，也称为“黑色素瘤相关硫酸軟骨素蛋白聚醣”，melanoma-associated chondroitin sulfate proteoglycan，MCSP，“神经元-胶质抗原2”，neuron-glial antigen 2，NG2）是一种细胞表面蛋白质，硫酸軟骨素蛋白聚醣的一员，由人类基因 CSPG4 编码，是少突先驅膠質細胞（OPC）的主要标志物。